# かげろう (映画)
『かげろう』は、1969年10月29日に日本で公開された映画。

## スタッフ
- 監督・脚本：新藤兼人
- 脚本：関功
- 製作：絲屋寿雄、能登節雄、桑原一雄
- 助監督：神山征二郎
- 撮影：黒田清己
- 音楽：林光

## キャスト
- おとよ：乙羽信子
- 大石主任刑事：戸浦六宏
- 飯野刑事部長：伊丹十三
- 三笠島の村長：殿山泰司
- 後藤道子：富山真沙子
- 堀洋：吉沢健
- 明石勤
- 芦田鉄雄
- 小川吉信
- 土田：草野大悟
- 老漁夫：菅井一郎
- 江角英明
- 山村弘三
- 道子の隣家の漁婦：北林谷栄
- キャットのマダム：山岡久乃
- マリ：川口敦子
- 管理人のおばさん：初音礼子
- 観世栄夫
- 若宮大祐
- 文枝：赤座美代子
- 初井言榮
- 原田清人
- 大木正司
- 加地健太郎
- 洋の父：宇野重吉
- 聖和病院長：小沢栄太郎

## 製作

### キャスティング
ヒロインに抜擢された後藤道子役の富山真沙子は、東京演劇アンサンブル所属の女優で、当時は富山真沙という名前だった。富山は当時カメラのCMをやっていて、これを見た新藤が「あの子以外にない」と惚れ込み抜擢した。